# Chemistry (album de Buckshot et 9th Wonder)
Albums de Buckshot & 9th Wonder
The Formula
(2008)
Chemistry est un album collaboratif de Buckshot et 9th Wonder, sorti le 21 juin 2005.
L'album s'est classé 25e au Top Heatseekers, 34e au Top Independent Albums et 69e au Top R&B/Hip-Hop Albums.

## Liste des titres
| No  | Titre                                                       | Contient un (des) sample(s) de | Durée |
| --- | ----------------------------------------------------------- | --- | ----- |
| 1.  | Intro                                                       | | 0:55  |
| 2.  | Chemistry 101                                               | I Just Want to Be the One in Your Life d'Eddie Kendricks | 1:35  |
| 3.  | He's Back                                                   | What Are We Going to Do Now That He's Back de Billy Paul | 1:54  |
| 4.  | Now a Dayz (That's What's Up)                               | | 3:32  |
| 5.  | Slippin                                                     | Love Is Holding On de Cissy Houston | 2:39  |
| 6.  | Side Talk                                                   | Cradle of Love de Gwen McCrae | 3:08  |
| 7.  | The Ghetto                                                  | Woman of the Ghetto de Marlena Shaw | 4:10  |
| 8.  | Food For Thought                                            | Sara Smile d'Impact You Know My Steez de Gang Starr It Ain't Hard to Tell de Nas Guilty Until Proven Innocent de Jay-Z featuring R. Kelly Move Somethin' de Reflection Eternal Tru Master de Pete Rock featuring Inspectah Deck et Kurupt | 3:13  |
| 9.  | No Comparison                                               | Whisper You Love Me de Love Unlimited | 3:43  |
| 10. | Birdz (Fly the Coup) (featuring Phonte et Keisha Shontelle) | Next Time That I See You de Sylvia Robinson | 4:37  |
| 11. | U Wonderin (featuring Rapper Big Pooh et Sean Price)        | You Won't Have to Tell Me Goodbye de Blue Magic | 4:23  |
| 12. | Out of Town (featuring Joe Scudda et L.E.G.A.C.Y.)          | Stay With Me de Jimmy James and the Vagabonds | 4:42  |
| 13. | I Don't Know Why (featuring Keisha Shontelle)               | Never, Never Say Goodbye du Love Unlimited | 5:29  |
| 14. | Money Makes the World Go Round (featuring Starang Wondah)   | | 4:28  |